# Clinoptilolite

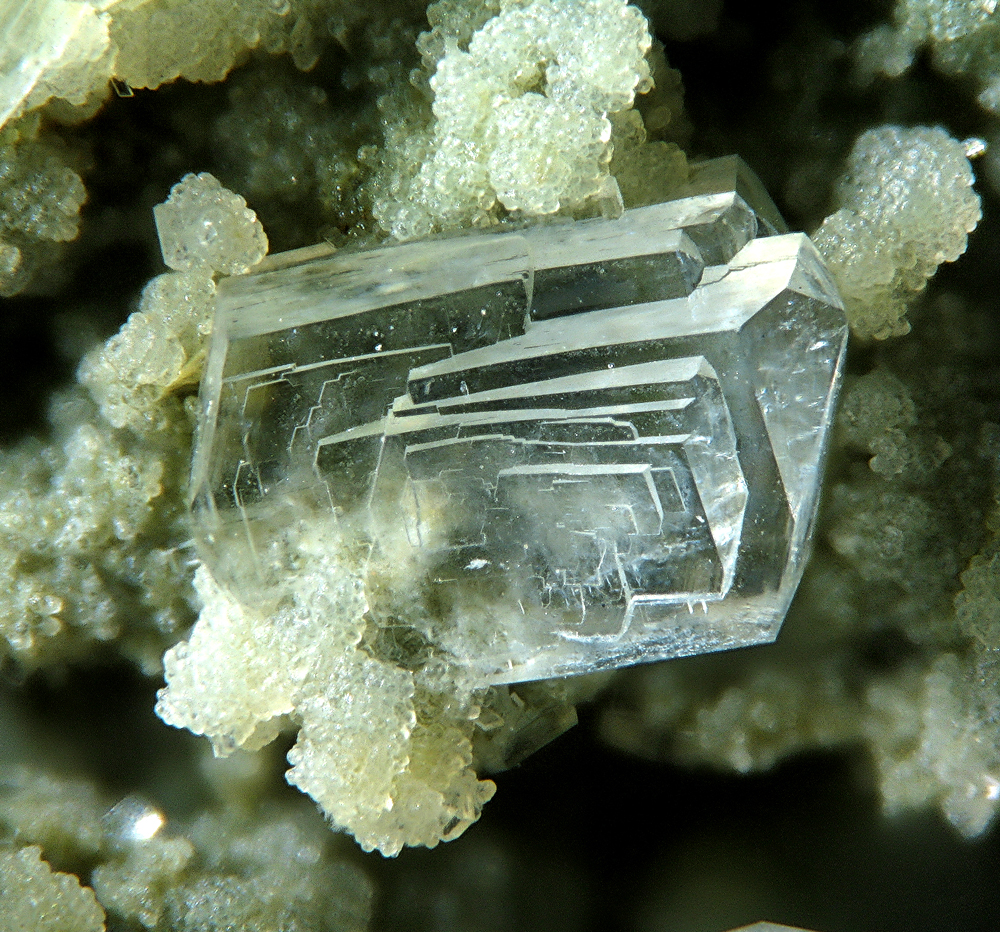
Clinoptilotite-Na de 2,5 mm venant d'Andalousie, Espagne.

Une clinoptilolite est un minéral faisant partie des trois minéraux du sous-groupe du même nom, du groupe de la zéolite naturelle, composée d'un arrangement microporeux de tétraèdres de silice et d'alumine. Elle a une formule complexe (Na,K,Ca)2–3Al3(Al,Si)2Si13O36•12H2O. Elle se forme sous forme de cristaux de tectosilicate monocliniques tabulaires blancs, verts à rougeâtres avec une dureté de 3,5 à 4 sur l'échelle de Mohs et une densité de 2,1 à  2,2 g/cm3. Elle possède une structure cristalline monoclinique de classe 2/m - prismatique. Les clinoptilotites se présentent généralement sous forme de produit de dévitrification d'éclats de verre volcanique dans le tuf et sous forme de remplissage de vésicules dans les basaltes, les andésites et les rhyolites. la première clinoptilotite a été décrite en 1969 à partir d'une occurrence dans la formation de Barstow, dans le comté de San Bernardino, en Californie. Les niveaux de sodium dans la clinoptilolite sont généralement supérieurs aux niveaux de potassium, comme c'est le cas dans la formation Barstow de San Bernardino, mais il existe des sources riches en potassium et contenant un minimum de sodium.
Le sous-groupe forme une série chimique avec celui de l'heulandite et ses trois membres sont :
- la Clinoptilolite-Ca – série de solutions solides heulandite-Ca
- la Clinoptilolite-K – série de solutions solides heulandite-K
- la Clinoptilolite-Na – série de solutions solides heulandite-Na

L'utilisation de la clinoptilolite dans l'industrie et le monde universitaire se concentre sur ses propriétés d'échange d'ions ayant une forte affinité d'échange pour l'ammonium (NH4+). Un exemple typique est son utilisation comme capteur d’urée à base d’enzymes.
Le nom de ces minéraux est formé des racines grecques klino (κλίνω ; « oblique »), ptylon (φτερών ; « plume ») et lithos (λίθος ; « pierre »).

## Usage
Les clinoptilolites ont de nombreuses applications pour leur effet de tamis moléculaire, entre autres, comme additif aux matériaux de construction, comme les granulats en horticulture, comme additif dans l'alimentation du bétail, comme additif dans les produits ménagers, comme dessicant et aussi dans la technologie environnementale.
Une clinoptilolite a été utilisée à grande échelle lors de la catastrophe nucléaire de Tchernobyl. Le minéral y a été utilisé d'une part comme échangeur d'ions dans les installations de nettoyage pour traiter les eaux usées radioactivement contaminées, d'autre part, elle a été ajoutée à l'alimentation du bétail afin de se lier et d'éliminer les cations radioactifs tels que le 137césium comme échangeur d'ions dans le tube digestif. Elle agit par sorption aussi pour dépolluer les sols de matières radioactives.
La clinoptilolite est commercialisée au sein de l'UE en tant que produit médical et est associée à des effets curatifs supposés mais non-prouvés scientifiquement. Elle n'est pas approuvée comme complément alimentaire à usage humain en raison du règlement sur les nouveaux aliments. En Allemagne, elle a donc été enregistrée en décembre 2011 par l'Office fédéral de la protection des consommateurs et de la sécurité alimentaire, sous le numéro d'alerte rapide « 2011/1849 », comme ingrédient alimentaire non autorisé dans les compléments alimentaires.
La clinoptinolite d'origine sédimentaire est autorisée dans l'Union européenne comme additif « technologique » dans l'alimentation animale. Elle a dans ce cas la fonction de liant. La Commission européenne a statué sur la clinoptinolite dans l'alimentation animale pour toutes les espèces animales en 2013. Seule la clinoptinolite d'origine sédimentaire est autorisée.

## Voir également